# Emotional Rescue (canción)
«Emotional Rescue» —en español: «Rescate emocional»— es una canción de la banda británica de rock The Rolling Stones. Fue escrita por Mick Jagger y Keith Richards, es la canción que le dio el nombre a su álbum de 1980.

## Historia
Grabada entre junio y octubre de 1979, «Emotional Rescue» es una canción que presenta una gran influencia de la música disco, similar al éxito de la banda «Miss You».
Es también una de las primeras canciones del grupo que muestra el creciente distanciamiento musical entre Jagger y Richards. A pesar de que Richards tocó la guitarra y añadió los coros hacia el final de la pista, se mostró notablemente disgustado por la dirección en la que Jagger estaba intentando llevar a la banda con las composiciones estilo disco, aunque esto puede haber sido exagerado por la prensa y por la imagen roquera de Richard.
Mick compuso la canción en un piano eléctrico y desde el principio la cantó en falsete (similar al que utilizó Marvin Gaye en su hit de 1977 «Got to Give It Up») . Cuando la volcó en el estudio mantuvieron el piano y el falsete como base. Con Ronnie Wood en el bajo y Charlie Watts a la batería trabajaron sobre la canción, finalmente agregaron el saxofón, interpretado por Bobby Keys. El bajista Bill Wyman tocó el sintetizador, mientras Jagger e Ian Stewart tocaron el piano eléctrico.
Jagger dijo que la canción se trata de "una chica que tiene algún problema con los hombres", no es que se estuviera volviendo loca pero "estaba enroscada y él siente ser el indicado para ayudarla a salir".
Lanzado como primer simple del álbum el 20 de junio de 1980, «Emotional Rescue» fue bien recibido por algunos fanes, otros seguidores del trabajo de los Rolling Stones notaron el cambio de dirección y se sintieron decepcionados por él. 
Alcanzó el puesto # 9 en el UK Singles Chart y # 3 en los Estados Unidos, «Emotional Rescue» se volvió una canción popular como para figurar en todos los álbumes recopilatorios posteriores de la banda.

## En directo
A pesar de las numerosas y extensas giras desde el lanzamiento de la canción en 1980, los Stones nunca habían tocado la canción en vivo hasta el 3 de mayo de 2013, 33 años después de su publicación, cuando la incluyeron en el repertorio en un show de la gira 50 & Counting, en Los Ángeles, California.

## Vídeoclip
Dos videos fueron producidos para promover el simple; un rodado de manera tradicional , y otro utilizando imagen térmica.

## Personal
Acreditados:
- Mick Jagger: voz, piano eléctrico.
- Keith Richards: guitarra y coros.
- Ronnie Wood: bajo.
- Bill Wyman: sintetizador.
- Charlie Watts: batería.
- Ian Stewart: teclados.
- Bobby Keys: saxofón.

## Posicionamiento en las listas
| Lista (1980)                          | Mejor posición |
| ------------------------------------- | -------------- |
| Alemania (Media Control AG)           | 15             |
| Austria (Ö3 Austria Top 40)           | 9              |
| Bélgica (Flandes) (Ultratop 50)       | 16             |
| Estados Unidos (Billboard Hot 100)    | 3              |
| Estados Unidos (Hot Dance Club Songs) | 9              |
| Nueva Zelanda (Recorded Music NZ)     | 16             |
| Países Bajos (Mega Single Top 100)    | 5              |
| Reino Unido (UK Singles Chart)        | 9              |
| Suiza (Schweizer Hitparade)           | 11             |